# Nui (Fußballclub)
Nui ist ein 1980 gegründeter tuvaluischer Fußballverein aus Nui. Seine Spiele trägt er wie alle anderen Clubs in Tuvalu im 1.500 Plätze großen Tuvalu Sports Ground in Funafuti aus.